# Gorzkie gody (film)
Gorzkie gody (ang. Bitter Moon) – film produkcji francusko-brytyjskiej w reżyserii Romana Polańskiego z 1992, nakręcony na podstawie powieści Pascala Brucknera z 1981 pod tym samym tytułem.

## Fabuła
Podczas rejsu statkiem do Stambułu, w drodze do Indii, brytyjskie bezdzietne małżeństwo z kilkuletnim stażem (Fiona i Nigel) poznaje inne, również bezdzietne małżeństwo, młodej Francuzki (Mimi) z niespełnionym pisarzem w średnim wieku, Amerykaninem Oscarem. Cierpiący na paraplegię Oscar opowiada Nigelowi każdego wieczoru historię swojej znajomości z Mimi, którą poznał przed laty w Paryżu. Konserwatywny Nigel z zażenowaniem, ale jednocześnie z coraz większym zainteresowaniem słucha opowieści o sadomasochistycznym związku ekscentrycznej pary, nie zdając sobie sprawy, że jest tylko pionkiem w grze, która nieuchronnie prowadzi do tragicznego finału.

## Obsada
- Hugh Grant – Nigel
- Kristin Scott Thomas – Fiona
- Emmanuelle Seigner – Mimi
- Peter Coyote – Oscar
- Victor Banerjee – pan Singh